# Balduíno II de Hainaut
Balduíno II de Hainaut também conhecido como Balduíno II de Mons (1056 - Ásia Menor, 9 de junho de 1098) foi conde de Hainaut e Valenciennes de 1071 até à sua morte, deteve também o senhorio de Beaumont (Hainaut) após a morte de sua mãe.

## Biografia
Balduíno II ficou com o governo do condado e com o respectivo título após a morte do seu irmão velho, Arnulfo III da Flandres, que era quem detinha o governo do condado por herança natural.
No entanto atritos entre a família levou a que perdesse o título, tendo este passado ao seu tio, Roberto II da Flandres "o Frisio".
Depois de vender alguns de seus bens ao Bispado de Liège, em 1098 foi enviado a Constantinopla juntamente com Hugo de Vermandois, isto após o cerco de Antioquia, para procurar a ajuda de Imperador Bizantino Aleixo I Comneno. 
A entrada na Primeira Cruzada, foi feita na companhia de Godofredo de Bulhão (em vez de Roberto II da Flandres, dado os desentendimentos entre a família ainda não estarem sanados.
Em 1095, a quando da chamada do Papa Urbano II no Concílio de Clermont, Balduíno partiu na Primeira Cruzada, depois de assistir ao Torneio de Anchin com Manassés, bispo de Cambrai, Radbod, bispo de Noyon, Lamberto, bispo de Arras, os abades de Hasnon de Crespin e da Anchin..
No entanto, desapareceu durante uma incursão levada a cabo pelos turcos seljúcidas na Anatólia, onde foi presumivelmente morto.

## Relações familiares
Foi o filho mais novo de Balduíno VI da Flandres (c. 1030 - 17 de Julho de 1070), conde de Flandres e Riquilda de Hainaut, Condessa de Mons e Hainaut, já viúva do conde Herman de Mons...
Casou-se com Ida de Lovaina, filha de Henrique II de Lovaina (1020 — Mosteiro de Santa Gertrudes 1078), Conde de Lovaina e irmã de Godofredo I de Brabante (1060 - 25 de Janeiro 1139), Duque da Baixa Lotaríngia) em 1084, de quem teve:
1. Balduíno III de Hainaut (1088 - Terra Santa, 1120), conde de Hainaut e casado com Iolanda de Wassemberg,
2. Luís de Hainaut, (? - ainda vivo em 1096),
3. Simon de Hainaut, um cânone em Liege,
4. Henrique de Hainaut, (? - Ainda vivo em 1096,
5. Guilherme, (- morreu depois de 1117),
6. Arnoldo de Hainaut; casou com Beatrix de Ath (c 1075 - c. 1136), filha de Walter von Ath e Ade de Roucy,
7. Ida de Hainaut, (c. 1085-após 1101); casada por duas vezes, a primeira com Guido de Chievres e a segunda c. 1100 com Tomás de Marle, Senhor dos Coucy (também chamado Thomas de Marle),
8. Riquilda de Hainaut, (c. 1095-após 1118); casou com 1115 com Amalrico III de Montfort (1063 — 1137). Tornou-se freira em Mauberge após a morte de seu marido.
9. Aelidis de Hainaut, (antes de 1098-1153) casou com Nicolas II de Rumigny